# Loch Doine
Loch Doine är en sjö i Storbritannien.   Den ligger i kommunen Stirling och riksdelen Skottland, i den nordvästra delen av landet, 600 km nordväst om huvudstaden London. Loch Doine ligger 377 meter över havet.  Trakten runt Loch Doine består i huvudsak av gräsmarker.